# 6-й Нью-Йоркский пехотный полк
6-й Нью-Йоркский пехотный полк (6th New York Volunteer Infantry Regiment, так же Billy Wilson’s Zouaves; Union Battalion Zouaves) — представлял собой один из пехотных полков армии Союза во время Гражданской войны в США. Полк был набран на 2 года службы. Сразу после формирования он был отправлен на западное побережье, где принял участие в нескольких мелких сражениях. 25 июня 1863 года он был расформирован из-за истечения срока службы.

## Формирование
Полк был набран в городе Нью-Йорк и сформирован под руководством полковника Уильяма Уильсона на острове Статен, в лагере Кэмп-Вашингтон. 22 мая 1861 года он был принят на службы штата Нью-Йорк. Впоследствии он был принят на службу в армию США сроком на 2 года: роты A, B, C, D и E приняты 30 апреля, а роты F, G, H, I и K — 25 мая. Уильсон стал первым командиром полка, а Джон Крейтон — подполковником.
8 мая полк получил униформу, 4 и 12 июня — ранцы и подсумки, 8 июня ему были выданы мушкеты «Спрингфилд (1842)», а 12 июня полк получил походные палатки.
Существует мнение, что полк набирался в криминальном квартале Бауэри и среди новобранцев было много бывших заключённых.

## Боевой путь

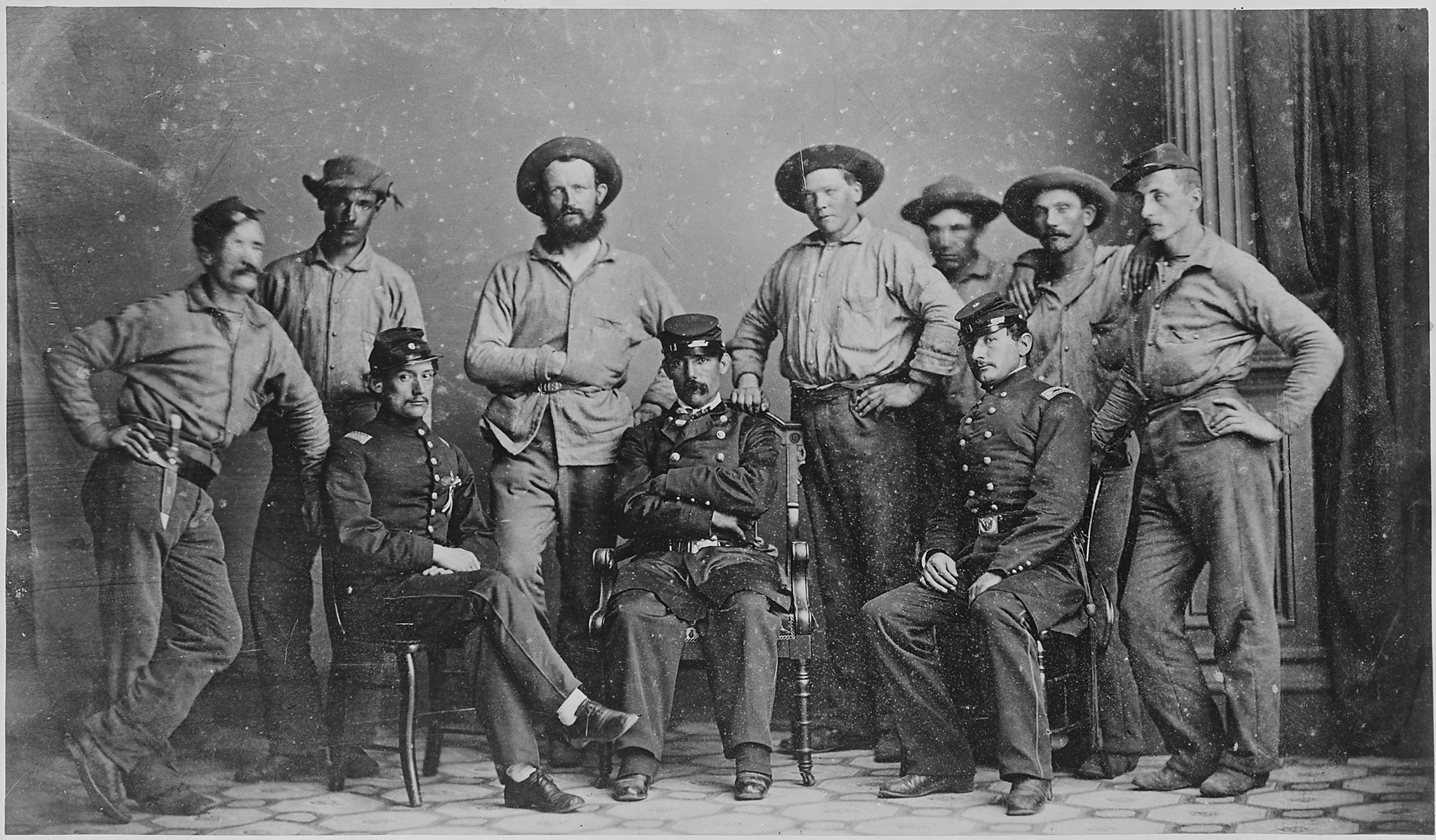
Полковник Уильсон и зуавы 6-го Нью-Йоркского полка

15 июня полк погрузился на пароход Vanderbilt и был отправлен во Флориду, куда прибыл 23 июня, а 24 высадился на берег и встал лагерем на острове Санта-Роза у форта Пикенс. Вскоре роты А,В, С, G и I были распределены по батареям, а остальные роты остались в лагере. Здесь 9 октября 1861 года произошло сражение на острове Санта-Роза; южане атаковали лагерь полка и обратили в бегство роты 6-го Нью-Йоркского. Полковник Уильсон не сумел остановить бегущих. Зимой и весной 1862 года федеральная армия вела обстрел укреплений Пенсаколы, а в мае южане вывели оттуда свои войска. 6-й Нью-Йоркский вошёл в Пенсаколу. Роты G и I были размещены в форте Барранкас.
В ноябре 1862 года полк был направлен в Новый Орлеан и присоединён к дивизии Шермана, а позже — к дивизии Гровера. В составе дивизии Гровера он был перемещен в Батон-Руж. В марте полк участвовал в осаде Порт-Гудзона, а позже — в боевых действиях в Луизиане.
В мае 1863 года полк, в котором осталось 590 человек, был переправлен в Александрию, оттуда — в Нью-Йорк (прибыл 10 июня), где расформирован 25 июня 1863 года.